# كيم سا بيوك
كيم سا بيوك (بالكورية: 김새벽)‏ هي ممثلة كورية جنوبية. ولدت يوم 24 أكتوبر 1986 في بوسان في كوريا الجنوبية.

## روابط خارجية
- كيم سا بيوك على موقع IMDb (الإنجليزية)
- كيم سا بيوك على موقع روتن توميتوز (الإنجليزية)
- كيم سا بيوك على موقع قاعدة بيانات الفيلم (الإنجليزية)
- كيم سا بيوك على موقع كينوبويسك (الروسية)